# ماراتن (یونان)
ماراتن نام مکانی در ۴۰ کیلومتری شهر آتن است. در سال ۴۹۰ پیش از میلاد نبرد ماراتون بین ایران و یونان در این مکان رخ داد و ارتش هخامنشی شکست خورد. این نبرد نخستین پیروزی یونان بر ایران در خشکی بود.